# Craig Thomas (écrivain)
Pour les articles homonymes, voir Thomas et Craig Thomas.
Craig Thomas, né le 24 novembre 1942 à Cardiff et mort le 8 avril 2011 dans le Somerset, est un dramaturge gallois surtout connu pour ses pièces, comme Le Malade enchanté ou encore Pour la gloire. Mais c'est grâce à sa pièce Paul Pierce qu'il est réellement révélé au grand public. Cette pièce raconte l'histoire d'un jeune homme, Paul, qui découvre les joies d'un adolescent.
Il meurt le 8 avril 2011 à 68 ans.

## Ouvrages
- 1977 : Firefox (en)
- 1983 : Firefox Down (en)
- 1987 : Winter Hawk (en)